# 袁麗嫦
袁丽嫦（英語：Lisa Yuen Lai-sheung，1957年11月20日—），香港女歌手及演員，活躍於1970年代至1980年代。

## 簡歷
袁麗嫦在讀書時曾參加民歌比賽並獲勝，後簽約百代唱片旗下，以Lisa Yuen之名加入樂壇，是1970年代中期唱歐西鄉土民謠及抒情歌曲為主的本地三男一女年青組合「PAWS」的成員之一。其後以中文名袁麗嫦作個人發展，演唱粵語流行曲，曾主唱1977年輕快歌曲《百厭仔唔肯喫飯》、1978年麗的電視劇集《鱷魚淚》同名主題曲，以及1978年麗的電視配音外購日本電視動畫卡通片《星仔走天涯》同名主題曲。後袁憑《鱷魚淚》一曲入選1978年香港電台第一屆十大中文金曲。1970年代末，百代唱片以她的歌不受歡迎為理由將她「雪藏」，並命她要轉為為其他歌手擔任和聲歌手。
袁麗嫦亦曾參演影視作品，其中於麗的電視劇集《鱷魚淚》中飾演謝曉君一角為其代表作。

## 家庭
袁麗嫦本身是孤兒，自小與養父母同住。她於1982年首次結婚，後因性格不合、思想有距離而離婚，1985年聖誕與英國人再結婚，現時袁麗嫦在北京定居，並不時往返香港及英國。她與英國人丈夫育有三名子女。

## 唱片（百代唱片）
- 1977年 《百厭仔唔肯喫飯》
- 1978年 《袁麗嫦》
- 1979年 《時時歡笑‧想飛‧小伙子》

## 演出作品

### 電視劇（麗的電視）
- 1978年《鱷魚淚》 飾 謝曉君

### 電視劇（香港電台）
- 1980年《烙印：蝴蝶》
- 1981年《香港香港：星塵》 飾 慧儀

### 電影
- 1980年《夜車》 飾 阿英
- 1981年《忌廉溝鮮奶》
- 1985年《生死線》 飾 阿寶

### 舞台劇
- 1983年《巴士站》（香港藝術中心演奏廳 演出）[7]

## 外部連結
- 袁麗嫦在香港影庫上的簡介